# Schloss Büren

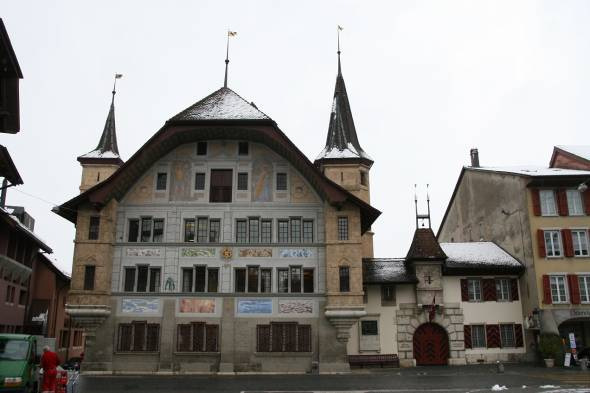
Schloss Büren (Südansicht)

Das Schloss Büren ist ein Schloss in der Gemeinde Büren an der Aare im Kanton Bern, in der Schweiz. Es ist der bedeutendste bernische Schlossbau aus der ersten Hälfte des 17. Jahrhunderts. Dank seiner Fassadenmalerei ist es ein Gesamtkunstwerk von hohem geschichtlichem Gehalt und damit ein Baudenkmal von nationaler Bedeutung.
Bis zur Neugliederung der kantonalen Verwaltung am 1. Januar 2010 beherbergte das Schloss die Bezirksverwaltung des Amtes Büren.

## Geschichte

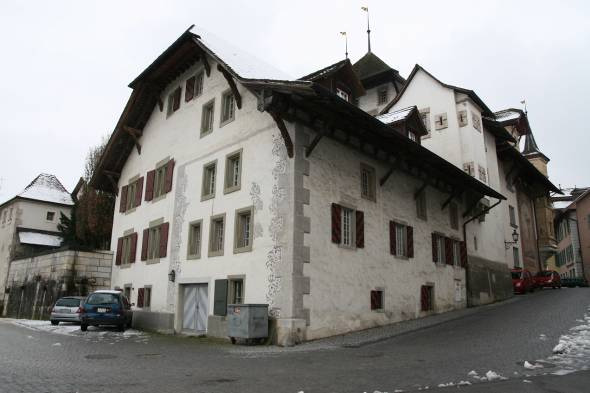
Schloss Büren (Nordwestansicht).

In Büren trat Bern 1393 die Nachfolge der Grafen von Neuenburg an. Der alte Sitz der Vögte, Schultheissen genannt, lag in der Seitengasse. 1620 kaufte Bern vier Bürgerhäuser zwischen Hauptgasse und Aare am westlichen Stadteingang und liess an ihrer Stelle bis 1625 ein grosses neues Schloss bauen. Ziel der Unternehmung war es, an der damaligen Staatsgrenze, am Aareübergang, an der als Transportweg wichtigen Aare und der uralten wichtigsten Ost-Westroute der Schweiz als Staatswesen repräsentativ in Erscheinung zu treten.
Der 1624 bezogene Bau diente seither der Bezirksverwaltung. Unter anderem wurden die Räume für das Regierungsstatthalteramt, die Gerichtsbehörden des Gerichtskreises III Aarberg-Büren-Erlach, ein Gefängnis sowie eine Dienststelle des Kreisgrundbuchamtes III und des Betreibungs- und Konkursamtes genutzt.
Da mit der Reform der dezentralen kantonalen Verwaltung Aarberg zum Hauptort des neu geschaffenen Verwaltungskreis Seeland bestimmt wurde, wird das Schloss Büren nicht mehr für diese Zwecke benötigt. Es verbleibt aber im Besitz des Kantons.

### Bau- und Kunstgeschichte
Entsprechend der Aufgabe fiel der Neubau repräsentativ aus. An der platzartig geweiteten Einmündung der Kreuzgasse wurde er in Giebelstellung, statt wie üblich in Traufstellung errichtet. Dadurch erscheint der Bau grösser und mächtiger. Die dreieinhalbgeschossige, stark befensterte Fassade überragt ein grosses Ründedach, das seitlich repräsentative Hausteinerker durchstossen. Ein selbstständiger Torbau in Renaissanceformen mit Pechnase und Türmchen führt in den Hof; traufseitig erschliesst ein mächtiger Treppenturm das gesamte Haus mittels Quergang.
Das Bild des Schlosses wird beherrscht vom 1623 ausgeführten, eben restaurierten und zeitgenössisch ergänzten Malereizyklus an der Haupt- und Seitenfassade des Schlosses, ausgeführt vom Universalkünstler Joseph Plepp. Er zeigt eingefügt in die gemalter Scheinarchitektur einer Palastfassade ein umfangreiches ikonographisches Programm der Guten Regierung Berns, die mit jener Roms in seiner republikanischen Zeit verglichen wird. Im Zentrum steht ein „fruchtbares“ Berner Wappen, darüber die Allegorie von Mars/Victoria und Pax, beschützt von Pallas Athene, darunter vier Jahreszeiten und die vier Elemente.
An der westlichen Traufseite prangt im Triumphbogen das riesige Wandbild mit dem Opfertod des Marcus Curtius zur Errettung der Stadt Rom, das grösste Fassadengemälde im Kanton Bern. Inmitten des Dreissigjährigen Krieges, der wenige Reitstunden von der Staatsgrenze entfernt ganze Landstriche verwüstete, stellte Bern dar, dass sein Staatswesen in einem Frieden in Stärke gedeiht, dass ihm Götter, Elemente und Jahreszeiten gewogen sind, dass es aber des Opfersinns der Bürger für das Gemeinwohl
bedarf.